# Amphicnemis wallacii
Amphicnemis wallacii là một loài chuồn chuồn kim trong họ Coenagrionidae.
Amphicnemis wallacii is in 1863 voor het eerst wetenschappelijk beschreven bởi Selys.